# منظومة السير إلى الله والدار الآخرة
منظومة السّير إلى الله والدار الآخرة هي منظومة للإمام عبد الرحمن بن ناصر السعدي في السير إلى الله والدار الآخرة وله شرح مختصر عليها وقد نظمها وكتب شرحها وعمره لم يتجاوز ستة وعشرين سنة، وقد أتى في هذه المنظومة على مهمات منازل السائرين إلى الله عز وجل يُعتبر باب عظيم في العلم والفقه في دين الله تبارك وتعالى كتب فيه أهل العلم كتابات عديدة إلا أنّ أوسعها وأكثرها نفعا وأكبرها فائدة كتاب مدارج السالكين للإمام ابن القيم، وهذه المنظومة أتت على زُبَد هذا الموضوع وخلاصة ما يتبغي أن يُعلم في هذا الباب العظيم.

## شروحات المنظومة
شرحها المؤلف نفسه في كتاب سماه الدرر الفاخرة في التعليق على منظومة السير إلى الله والدار الآخرة.

## وصلات خارجية
- الشيخ عبدالرزاق العباد شرح منظومة السير إلى الله والدار الآخرة 1 على يوتيوب.